# Frauen-Bundesliga 2013-2014
La Frauen-Bundesliga 2013-2014 è stata la 24ª edizione della massima divisione del campionato tedesco femminile di calcio. Il campionato è iniziato il 7 settembre 2013 e si è concluso l'8 giugno 2014. Il Wolfsburg ha vinto il campionato per la seconda edizione consecutiva. Capocannoniere del torneo è stata Célia Šašić, calciatrice dell'1. FFC Francoforte, con 20 reti realizzate.

## Stagione

### Novità
Dalla Frauen-Bundesliga 2012-2013 sono stati retrocessi in 2. Frauen-Bundesliga il Sindelfingen e il Gütersloh 2009, mentre dalla 2. Frauen-Bundesliga sono stati promossi il Cloppenburg e l'Hoffenheim.

Subito dopo la fine del campionato il Bad Neuenahr annunciò bancarotta e si ritirò dal campionato. Al suo posto venne ripescato il retrocesso Sindelfingen.

### Formula
Le 12 squadre si affrontano in un girone all'italiana con partite di andata e ritorno, per un totale di 22 giornate. La squadra prima classificata è dichiarata campione di Germania, mentre le ultime due classificate vengono retrocesse in 2. Frauen-Bundesliga. Le prime due classificate sono ammesse alla UEFA Women's Champions League 2014-2015.

### Avvenimenti
Nel dicembre 2013 il FCR 2001 Duisburg andò incontro al fallimento e venne sciolto. Il 27 dicembre 2013 la DFB annunciò che tutte le calciatrici del FCR 2001 Duisburg sarebbero passate al MSV Duisburg, sezione femminile dell'omonima società di calcio maschile, e avrebbero continuato il campionato 2013-2014 come MSV Duisburg.

## Squadre partecipanti
| Club               | Stagione | Città                 | Stadio                    | Stagione 2012-2013                                     |
| ------------------ | -------- | --------------------- | ------------------------- | ------------------------------------------------------ |
| 1. FFC Francoforte | dettagli | Francoforte sul Meno  | Stadion am Brentanobad    | 3º posto in Frauen-Bundesliga                          |
| Bayer Leverkusen   | dettagli | Leverkusen            | Ulrich-Haberland-Stadion  | 8º posto in Frauen-Bundesliga                          |
| Bayern Monaco      | dettagli | Monaco di Baviera     | Sportpark Aschheim        | 4º posto in Frauen-Bundesliga                          |
| Cloppenburg        | dettagli | Cloppenburg           | TimePartner Arena         | 1º posto in 2. Frauen-Bundesliga Nord                  |
| Friburgo           | dettagli | Friburgo in Brisgovia | Möslestadion              | 5º posto in Frauen-Bundesliga                          |
| Hoffenheim         | dettagli | Hoffenheim            | Wirsol Rhein-Neckar-Arena | 1º posto in 2. Frauen-Bundesliga Sud                   |
| Jena               | dettagli | Jena                  | Sportzentrum Oberaue      | 10º posto in Frauen-Bundesliga                         |
| MSV Duisburg       | dettagli | Duisburg              | PCC-Stadion               | 9º posto in Frauen-Bundesliga (come FCR 2001 Duisburg) |
| SGS Essen          | dettagli | Essen                 | Stadion Essen             | 7º posto in Frauen-Bundesliga                          |
| Sindelfingen       | dettagli | Sindelfingen          | Floschenstadion           | 11º posto in Frauen-Bundesliga                         |
| Turbine Potsdam    | dettagli | Potsdam               | Karl-Liebknecht-Stadion   | 2º posto in Frauen-Bundesliga                          |
| Wolfsburg          | dettagli | Wolfsburg             | VfL-Stadion am Elsterweg  | Campione di Germania                                   |

## Classifica finale
Fonte: sito ufficiale
|  | Pos. | Squadra            | Pt | G  | V  | N | P  | GF | GS  | DR   |
|  | ---- | ------------------ | -- | -- | -- | - | -- | -- | --- | ---- |
|  | 1.   | Wolfsburg          | 55 | 22 | 17 | 4 | 1  | 68 | 16  | +52  |
|  | 2.   | 1. FFC Francoforte | 53 | 22 | 16 | 5 | 1  | 80 | 15  | +65  |
|  | 3.   | Turbine Potsdam    | 49 | 22 | 15 | 4 | 3  | 64 | 20  | +44  |
|  | 4.   | Bayern Monaco      | 39 | 22 | 11 | 6 | 5  | 49 | 27  | +22  |
|  | 5.   | Jena               | 31 | 22 | 8  | 7 | 7  | 36 | 32  | +4   |
|  | 6.   | SGS Essen          | 27 | 22 | 8  | 3 | 11 | 37 | 42  | -5   |
|  | 7.   | Bayer Leverkusen   | 26 | 22 | 7  | 5 | 10 | 44 | 38  | +6   |
|  | 8.   | Friburgo           | 25 | 22 | 7  | 4 | 11 | 39 | 42  | -3   |
|  | 9.   | Hoffenheim         | 23 | 22 | 6  | 5 | 11 | 39 | 61  | -22  |
|  | 10.  | MSV Duisburg       | 22 | 22 | 6  | 4 | 12 | 27 | 45  | -18  |
|  | 11.  | Cloppenburg        | 17 | 22 | 4  | 5 | 13 | 34 | 60  | -26  |
|  | 12.  | Sindelfingen       | 2  | 22 | 0  | 2 | 20 | 4  | 123 | -119 |

Legenda:
      Campione di Germania e ammessa alla UEFA Women's Champions League 2014-2015
      Ammessa alla UEFA Women's Champions League 2014-2015
      Retrocesse in 2. Frauen-Bundesliga
Note:
Tre punti a vittoria, uno a pareggio, zero a sconfitta.

## Risultati

### Tabellone
|                    | Fra  | BaL  | BaM  | Clo  | Fri  | Hof  | Jen  | MSV  | SGS  | Sin  | Tur  | Wol  |
| ------------------ | ---- | ---- | ---- | ---- | ---- | ---- | ---- | ---- | ---- | ---- | ---- | ---- |
| 1. FFC Francoforte | –––– | 4-1  | 2-2  | 7-0  | 3-0  | 8-2  | 3-1  | 4-0  | 1-1  | 12-0 | 2-1  | 0-0  |
| Bayer Leverkusen   | 0-0  | –––– | 3-2  | 4-1  | 5-1  | 2-2  | 0-1  | 3-0  | 0-1  | 8-0  | 1-5  | 0-4  |
| Bayern Monaco      | 1-1  | 2-0  | –––– | 5-2  | 2-0  | 2-3  | 5-0  | 0-1  | 3-0  | 8-0  | 1-2  | 3-1  |
| Cloppenburg        | 0-4  | 0-0  | 1-2  | –––– | 1-2  | 1-1  | 0-3  | 2-2  | 1-3  | 7-1  | 1-3  | 0-2  |
| Friburgo           | 0-2  | 2-2  | 0-2  | 7-2  | –––– | 4-1  | 2-0  | 1-0  | 1-1  | 3-0  | 1-2  | 2-3  |
| Hoffenheim         | 1-5  | 5-3  | 2-2  | 2-4  | 3-2  | –––– | 1-1  | 1-1  | 2-1  | 1-0  | 2-3  | 1-2  |
| Jena               | 2-3  | 2-0  | 2-2  | 2-0  | 2-2  | 4-1  | –––– | 1-1  | 2-0  | 2-0  | 0-2  | 1-1  |
| MSV Duisburg       | 0-5  | 2-1  | 0-1  | 1-3  | 1-1  | 4-1  | 3-0  | –––– | 0-3  | 7-0  | 0-4  | 0-4  |
| SGS Essen          | 1-2  | 1-4  | 1-2  | 3-3  | 2-1  | 5-1  | 1-6  | 2-0  | –––– | 8-0  | 1-3  | 0-2  |
| Sindelfingen       | 0-8  | 0-6  | 1-1  | 0-2  | 0-5  | 0-5  | 1-1  | 0-3  | 0-2  | –––– | 0-7  | 0-7  |
| Turbine Potsdam    | 0-3  | 2-0  | 1-1  | 2-2  | 4-0  | 3-0  | 1-1  | 2-1  | 4-0  | 12-0 | –––– | 1-1  |
| Wolfsburg          | 2-1  | 3-0  | 1-1  | 4-1  | 4-1  | 4-1  | 3-2  | 6-0  | 4-0  | 8-1  | 2-0  | –––– |

## Statistiche

### Classifica marcatrici
Fonte: sito ufficiale
| Gol | Rigori |  | Giocatore          | Squadra            |
| --- | ------ |  | ------------------ | ------------------ |
| 20  | 1      |  | Célia Šašić        | 1. FFC Francoforte |
| 18  |        |  | Kerstin Garefrekes | 1. FFC Francoforte |
| 16  |        |  | Genoveva Añonma    | Turbine Potsdam    |
| 16  | 1      |  | Martina Müller     | Wolfsburg          |
| 13  |        |  | Charline Hartmann  | SGS Essen          |
| 12  |        |  | Sarah Hagen        | Bayern Monaco      |
| 12  | 1      |  | Mandy Islacker     | Cloppenburg        |
| 11  |        |  | Nadine Keßler      | Wolfsburg          |
| 11  |        |  | Sofia Nati         | MSV Duisburg       |
| 10  |        |  | Amber Hearn        | Jena               |
| 10  |        |  | Alexandra Popp     | Wolfsburg          |